# Семь мудрецов
```
Есть у мудрейших обильный запас изречений, 
Много для жизни полезных советов может в нём каждый найти.
```

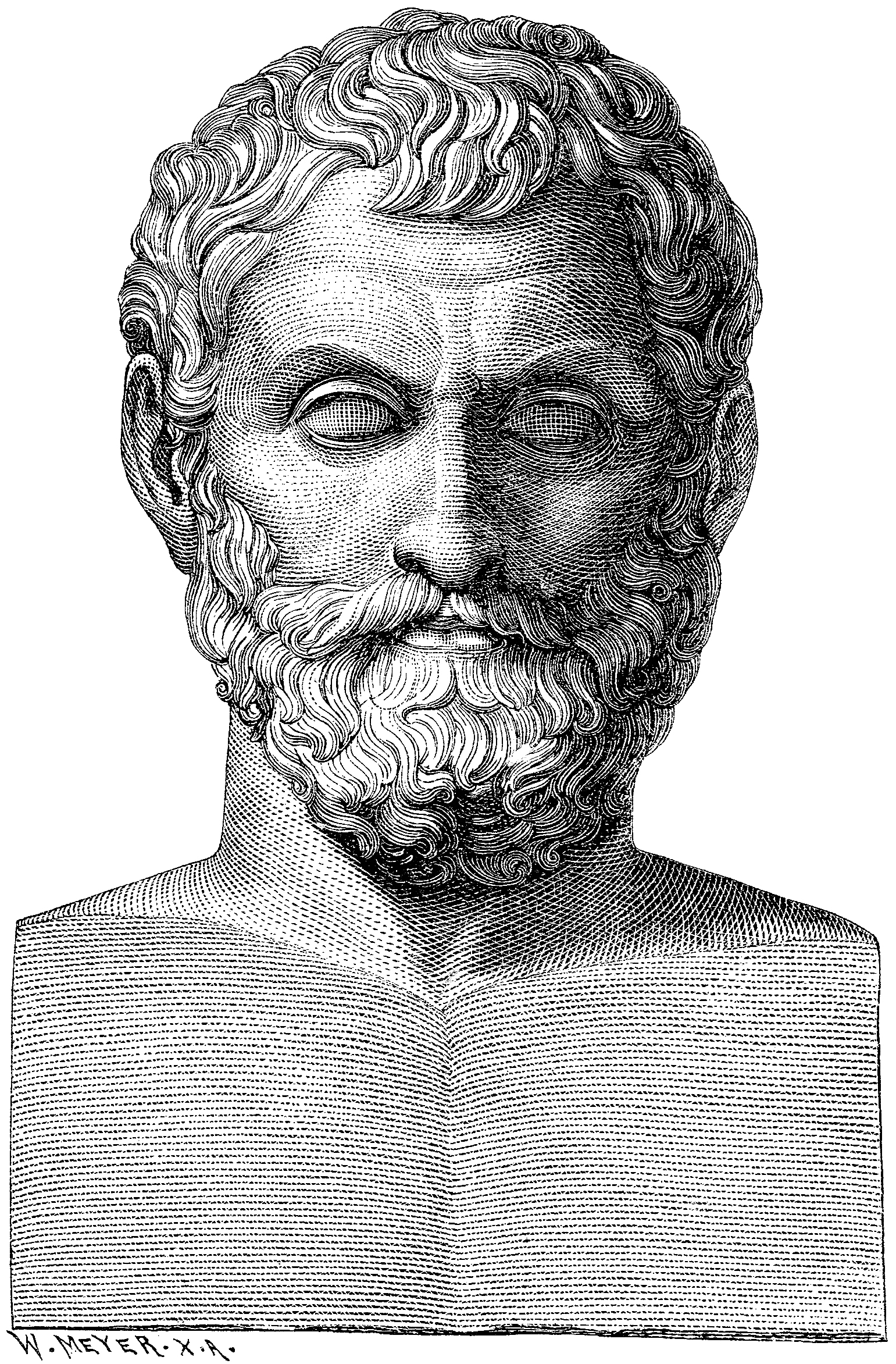
Фалес

Семь мудрецо́в (др.-греч. οἱ ἑπτὰ σοφοί) — особо чтимые древнегреческие политики и общественные деятели, мыслители VII—VI веков до н. э., авторы сентенций о мудрой и правильной жизни, житейской практической мудрости.

## Древняя Греция
Имена их были объявлены в Афинах при архонте Дамасии в 582/581 г. до н. э. Древние источники приводят различные комбинации имён, однако неизменно включаются четверо:
- Фалес Милетский
- Солон Афинский
- Биант Приенский
- Питтак Митиленский

Причём Фалес во всех вариантах ставился на первое место. Как отмечает проф. Г. Н. Волков: «…В Древней Греции обращает на себя внимание, прежде всего, интенсивность развития научной мысли. Если использовать модную ныне терминологию, там имело место нечто вроде взрыва идей. Это было не медленно идущее из века в век прирастание знаний, а целый каскад мыслей, обвал, порожденный „первым камешком“, брошенным Фалесом».
Семь мудрецов называю — их родину, имя, реченье: 

«Мера важнее всего», — Клеобул говаривал Линдский; 

В Спарте: «Познай себя самого», — проповедовал Хилон; 

Сдерживать гнев увещал Периандр, уроженец Коринфа; 

«Лишку ни в чем!» — поговорка была митиленца Питтака; 

«Жизни конец наблюдай», — повторялось Солоном Афинским; 

«Худших везде большинство», — говорилось Биантом Приенским; 

«Ни за кого не ручайся», — Фалеса Милетского слово.
Самый ранний из дошедших до нас список мудрецов приведён в платоновском диалоге «Протагор» (IV в. до н. э.), там же впервые сообщается предание о них. Помимо уже упомянутых, в него включены:
- Клеобул из Линда
- Мисон из Хены
- Хилон из Спарты

В более позднем списке Диогена Лаэрция вместо малоизвестного Мисона указан коринфский тиран Периандр. Отмечают, что он мог быть заменён в варианте списка Платона.
Также, согласно Диогену Лаэртскому, в этот список включались Акусилай, Анаксагор, Анахарсис, Аристодем, Лас, Леофант, Лин, Орфей, Памфил, Писистрат, Пифагор, Ферекид, Эпименид, Эпихарм.
Как пишет А. Н. Чанышев: «Мудрость „семи мудрецов“ нельзя отнести ни к науке, ни к мифологии. Здесь, по-видимому, проявился третий духовный источник философии, а именно — обыденное сознание, в особенности то, которое достигает уровня житейской мудрости и которое проявляется в пословицах и поговорках, поднимающихся иногда до большой обобщённости и глубины».
Также М. И. Шахнович отмечает, что «истоки философии в Древней Греции восходят к народным изречениям», а «изречения, приписываемые семи древнегреческим мудрецам, восходят к фольклору». В изречениях «мудрецов», по Марксу, «раскрываются элементарные силы нравственной жизни».
Отмечая, в частности, Фалеса, Карл Маркс писал, что «греческая философия начинается с „семи мудрецов“». По Гегелю — они находятся «на пороге истории философии».
Обращают внимание и на их связь с поэзией. М. И. Шахнович отмечает, что «к семи мудрецам причисляли и легендарного поэта Орфея, а Ориген в III веке ухитрился отнести к ним Моисея и Зороастра».